# Reuven Ramaty High Energy Solar Spectroscopic Imager
Reuven Ramaty High Energy Solar Spectroscopic neboli RHESSI byla vědecká družice provozovaná americkou agenturou NASA. Start se konal 5. února 2002 na mysu Canaveral. Úkolem družice bylo sledování slunečních erupcí.

## Popis
RHESSI je rotací stabilizovaná družice postavená na základě služebního modulu SA-200S s tělem z příhradové trubkové konstrukce tvaru osmibokého hranolu kombinovaného s komolým jehlanem o rozměrech 1,0×1,0×2,16 m (příčné rozměry při startu včetně složených panelů 1,1×1,1 m) je vybavena čtyřmi pevnými výklopnými panely fotovoltaických článků umístěnými do kříže s rozpětím po vyklopení 5,77 m a dobíjejícími 16 Ah akumulátorovou baterii. Uvnitř válcového pouzdra nese zobrazující mřížkový spektrometr, pracující v oblasti rentgenového a gama záření (rozsah energií 3 keV až 20 MeV) s germaniovými detektory, chlazenými na 77 K (-196 °C), určený především ke zkoumání slunečních erupcí. Data jsou zaznamenávána do palubní polovodičové paměti s kapacitou 4.0 GB a vysílána na povel na Zemi (výkon vysílače 5 wattů, rychlosti přenosu 125 kbit/s, 1 Mbit/s resp. 4 Mbit/s). Rotační osa je zaměřena na Slunce s přesností ±0,2°; její orientaci zjišťuje přesný sledovač Slunce (přesnost určení ±0.05°) a magnetometr. Změny rotační osy zabezpečují magnetické cívky.

## Mise

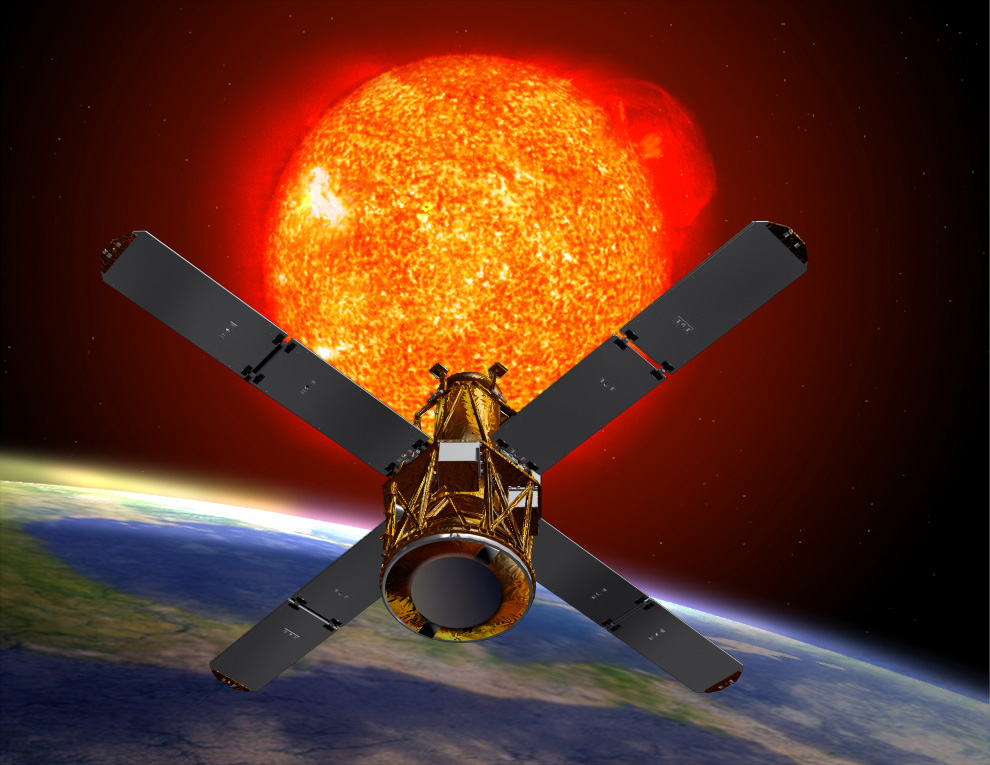
RHESI pozorující Slunce, představa umělce.

Mise RHESSI je navržena ke sledování slunečních erupcí ve spektru od měkkého rentgenového záření do gama záření a provádění spektroskopie ve vysokém rozlišení. Podle očekávání vědců je většina energie uvolněné při sluneční erupci spotřebována pro urychlení elektronů, které emitují rentgenové záření, a protonů a iontů, které emitují gama záření. Hlavní přínos RHESSI spočívá právě ve spojení schopnosti snímkování rentgenového a gama záření s možností provádění spektroskopie ve vysokém rozlišení, což umožňuje určit detailní energetické spektrum pro každý pořízený snímek. Díky tomu je možné určit kde jsou jaké částice urychlovány a na jaké energie, což pomáhá pochopit základy vysoce energetických procesů během slunečních erupcí.
Kromě sledování slunce přispěla družice i ke studiu Země, když jako první zaznamenala a přesně změřila, gama záblesky pocházející ze zemské atmosféry. Podle údajů z družice, jsou tyto záblesky mnohem častější, než se čekalo, a emitované gama záření má vyšší frekvence než je průměrná frekvence gama záření z kosmických zdrojů.
Družice ukončila vědeckou činnost dne 11. dubna 2018 a byla zcela vyřazena z provozu 16. srpna 2018. Poté zůstala na nízké oběžné dráze země až do 19. dubna 2023, kdy shořela při vstupu do atmosféry.